# Gmina High Lake

Położenie Gminy High Lake w hrabstwie Emmet

Gmina High Lake (ang. High Lake Township) – gmina w USA, w stanie Iowa, w hrabstwie Emmet. Według danych z 2000 roku gmina miała 461 mieszkańców, a jej powierzchnia wynosi 92,5 km².